# Barbara Morgenstern (Fotografin)
Barbara Morgenstern (geb. Nuß; * 28. Februar 1940 in Leipzig) ist eine deutsche Fotografin und Bildjournalistin, die für ihre Porträtfotografien bekannt ist. Sie ist die Frau des Fotografen und Bildjournalisten Klaus Morgenstern.

## Leben
Nach einer Ausbildung 1956 und 1957 zur Säuglings- und Kinderpflegerin im Kinderkrankenhaus Leipzig arbeitete Barbara Morgenstern in diesem Beruf, bevor sie 1960 ein Studium am Institut für Lehrerbildung in Altenburg begann, welches sie 1962 aus gesundheitlichen Gründen abbrach. Sie arbeitete zwei weitere Jahre als Krippenerzieherin in Leipzig.
1964 heiratete sie den Leipziger Fotografen und Bildjournalisten Klaus Morgenstern. Ab 1964 veröffentlichte sie einzelne Fotos in der Presse. Zwischen 1969 und 1971 arbeitete Barbara Morgenstern als freiberufliche Fotografin für die Redaktion Der Morgen in Berlin und ab 1971 als freiberufliche Fotografin.

## Archive
In der Staatsbibliothek zu Berlin steht „mit den Sammlungen der Fotografen Klaus und Barbara Morgenstern […] eine repräsentative Auswahl von Porträts der gesamten deutschen Kulturszene der 50-90er Jahre zur Verfügung“.
2009 wurde das Positivarchiv des Ehepaars Klaus und Barbara Morgenstern in die Deutsche Fotothek in der Sächsischen Landesbibliothek – Staats- und Universitätsbibliothek Dresden (SLUB) mit über 30.000 Vintage Prints, vorrangig Schriftsteller- und Künstlerporträts, übernommen, so zum Beispiel von Peter Weiss, Christa Wolf, Stanislaw Lem oder Anna Seghers.